# سومجيت جونغجوهور
سومجيت جونغجوهور (بالتايلندية: สมจิตร จงจอหอ) (مواليد 19 يناير 1975) هو ملاكم تايلاندي، مثّل بلاده في الألعاب الأولمبية الصيفية في دورتي 2004 و2008.

## روابط خارجية
سومجيت جونغجوهور على موقع بوكس ريك (الإنجليزية) (registration required)
- سومجيت جونغجوهور على موقع أوليمبيديا (الإنجليزية)